# وایت اوک (آلاباما)
وایت اوک (به انگلیسی: White Oak) یک منطقهٔ مسکونی در ایالات متحده آمریکا است که در آلاباما واقع شده‌است. وایت اوک ۸۱٫۹۹ متر بالاتر از سطح دریا واقع شده‌است.